# Chris Pontius (piłkarz)
Christopher Richard „Chris” Pontius (ur. 12 maja 1987 w Yorba Linda) – amerykański piłkarz występujący na pozycji lewego skrzydłowego, obecnie zawodnik Los Angeles Galaxy.

## Kariera klubowa
Pontius pochodzi z miasta Yorba Linda w Kalifornii. Jest drugim z czwórki rodzeństwa (posiada dwóch braci i siostrę), jego młodszy brat Tim grał w piłkę nożną na uczelnianej drużynie UC Santa Barbara Gauchos. Uczęszczał do Servite High School, gdzie należał do wyróżniających się zawodników – trzy razy został wybrany do All-Serra League, dwukrotnie do Division I All-CIF, a w 2005 roku został ogłoszony najlepszym piłkarzem rozgrywek Serra League i znalazł się w drużynie All-Orange County. Równocześnie występował w juniorskiej drużynie Irvine Strikers (której wychowankami są również m.in. Benny Feilhaber i Jonathan Bornstein). W późniejszym czasie studiował na Uniwersytecie Kalifornijskim w Santa Barbara (uzyskał tam major degree z socjologii), występując w tamtejszym zespole UC Santa Barbara Gauchos. W 2006 roku wygrał z Gauchos rozgrywki NCAA Division I, natomiast w 2007 roku otrzymał nagrodę Big West Offensive Player of the Year i został wybrany do All-Big West First Team. W 2008 roku został natomiast wybrany do drużyn College Soccer News All-American Second Team, NSCAA All-American Third Team oraz All-Far West First Team. W rozgrywkach uniwersyteckich imponował dryblingiem i skutecznością.
W 2008 roku Pontius, wraz z kilkoma kolegami z uczelnianej drużyny, znalazł się na liście zgłoszonych graczy przez ekipę Ventura County Fusion do czwartoligowych rozgrywek USL Premier Development League, nie rozegrał w nich jednak żadnego meczu. W styczniu 2009 został wybrany w ramach MLS SuperDraft (z siódmego miejsca) przez D.C. United. W Major League Soccer zadebiutował 22 marca 2009 w zremisowanym 2:2 spotkaniu z Los Angeles Galaxy, strzelając wówczas pierwszego gola w najwyższej klasie rozgrywkowej. Od razu został podstawowym graczem ekipy i w tym samym roku dotarł z United do finału pucharu Stanów Zjednoczonych – U.S. Open Cup. We wrześniu 2010 doznał kontuzji stawu skokowego, przez co musiał pauzować przez pięć miesięcy. We wrześniu 2011 złamał natomiast kość piszczelową, co wykluczyło go z gry na cztery miesiące.
Po rekonwalescencji, Pontius zanotował świetny sezon 2012, kiedy to strzelił dwanaście bramek i był czołowym zawodnikiem rozgrywek MLS. Został wówczas wybranym najlepszym piłkarzem roku w United i znalazł się w najlepszej jedenastce ligi – MLS Best XI. W lipcu 2012 wziął udział w meczu gwiazd MLS (All-Star Game) z Chelsea (3:2), kiedy to strzelił gola i został wybrany najlepszym zawodnikiem spotkania. Dwa miesiące później podpisał nowy, wieloletni kontrakt z klubem. W 2013 roku zdobył z drużyną U.S. Open Cup, lecz sam nie potrafił podtrzymać formy z poprzednich rozgrywek, ponownie będąc trapionym przez kontuzje. W sezonie 2014 zajął z United pierwsze miejsce w konferencji wschodniej, lecz sam pauzował w trakcie rozgrywek przez pięć miesięcy z powodu urazu stawu skokowego. Ogółem w barwach ekipy z Waszyngtonu spędził siedem lat, jednak z powodu częstych kontuzji nie był w stanie rozwinąć pełni swojego potencjału.
W styczniu 2016 Pontius został oddany do klubu Philadelphia Union, w zamian za kwotę allocation money. Tam z miejsca został czołowym piłkarzem ekipy i już w pierwszym sezonie otrzymał nagrodę MLS Comeback Player of the Year. W Union spędził dwa lata bez poważniejszych sukcesów, po czym na zasadzie wolnego transferu przeniósł się do Los Angeles Galaxy.

## Kariera reprezentacyjna
Pierwsze powołanie do seniorskiej reprezentacji Stanów Zjednoczonych Pontius otrzymał w grudniu 2009 od selekcjonera Boba Bradleya. W późniejszych latach jeszcze kilkukrotnie był powoływany do kadry zarówno przez Bradleya, jak i jego następcę Jürgena Klinsmanna, ani razu nie pojawił się jednak na boisku. Zadebiutował w niej dopiero za kadencji Bruce'a Areny, 29 stycznia 2017 w zremisowanym 0:0 meczu towarzyskim z Serbią. Pięć miesięcy później znalazł się w składzie na Złoty Puchar CONCACAF, awaryjnie zastępując kontuzjowanego zaraz przed turniejem Kenny'ego Saiefa. Wystąpił wówczas w trzech z sześciu możliwych meczów (z czego w jednym w wyjściowym składzie), zaś Amerykanie – pełniący rolę gospodarzy – triumfowali w rozgrywkach Złotego Pucharu, po pokonaniu w finale Jamajki (2:1).